# Q-pop
Q-pop 또는 카자흐 팝은 카자흐스탄에서 시작된 음악 장르이다. 카자흐어로 불리는 카자흐스탄의 팝 음악의 현대적인 형태로, 서양 팝 음악, 카자흐스탄 힙합, EDM, R&B 및 토이-팝의 요소를 통합하고 대한민국의 K-pop에서 큰 영향을 받았다. 이 장르는 2015년 최초의 Q-pop 그룹인 Ninety one이 데뷔하면서 처음 등장했다. 그 이후 이 장르는 카자흐스탄 청소년들 사이에서 인기가 높아지고 있으며, 더 많은 Q-pop 아티스트들이 결성되어 데뷔하고 있다.

## 배경
카자흐스탄은 2000년대 중반부터 한국 드라마와 영화가 국내에 진출하면서 한류를 경험했다. 인터넷 접근성 증가에 힘입어 이러한 현상은 카자흐스탄인들 사이에서 한국 대중문화에 대한 관심을 불러일으켰고, 이는 카자흐스탄에서 K-pop 음악 장르의 대중화에 기여했다. K-pop은 매력적이고 덜 제한적이며 독특한 장르로 여겨진다. 카자흐스탄에서 K-pop의 높은 인기는 JUZ 엔터테인먼트가 Ninety one을 결성한 2014년에 최초의 Q-pop 프로젝트를 촉발시켰다. 2015년에 그룹이 데뷔한 후, 고품질 음악과 카자흐어 사용으로 인해 청소년들 사이에서 즉시 인기를 얻었다.

## 현재 상황
Q-pop은 청소년들 사이에서 카자흐어와 로마자 사용을 촉진하고 대중화하는 수단으로 정부와 국민 모두로부터 지지를 받고 있다. 그러나 특히 공연자들의 무대 의상에 대해 사회의 전통주의적 요소로부터 비판과 거부를 받기도 했다. 2018년부터 매년 가을 알마티에서 Q-페스트라는 Q-pop 음악 축제가 열리고 있다.

## Q-pop 공연자 목록

### 보이 밴드
- 10iz (해체)
- DNA (해체)
- 문라이트
- Mad_Men_(Q-pop)(카자흐어판) (해체)
- Ninety one
- Sevenlight(카자흐어판) (해체)
- Newton (Kazakh band)(카자흐어판) (해체)
- 에일리언
- Black Dial (해체)
- 디바인 (해체)
- Qarapaiym (해체)
- 알파
- 블랙잭
- Warno

### 걸 그룹
- 크리스탈즈 (해체)
- 주짐 (해체)
- 아야나트 (해체)
- 아이스 블루
- 오즈게 (해체)
- IMZ1
- 키얄 (해체)
- 오아시스
- T'OI

### 혼성 그룹
- 영스터즈

### 음악 듀오
- 더 에기즈
- 보페 & 루
- 부이라 (해체)
- EQ (band)(카자흐어판)

### 남성 솔로 가수
- ASHAD (전 AJ)
- 아르세날린
- AZ (전 Ninety one)
- 발라 (Ninety one)
- 카일 루 (전 ML)
- 마디 림바예프
- 코그
- 자Q (Ninety one)

### 여성 솔로 가수
- 알바
- 아이리
- C.C.TAY
- 디우오우
- 아루제인
- 말리카 예스
- 폴리나 막스
- 아야우
- 헤이 몬로
- 옌리크
- 지루자

### 크로스오버 아티스트
이 아티스트들은 토이, 힙합, R&B와 같은 Q-pop 이외의 장르에서도 노래한다.
- 아이다나 메데노바
- 알리 오카포프
- 베이비트 코슈칼리에프
- 다넬리야 툴레쇼바
- 디마쉬 쿠다이베르겐
- 에르케 에스마한
- 캄샤트 졸디바예바
- 누르볼라트 압둘린
- 키안디크 라힘

## Q-pop 음반사 및 매니지먼트사 목록
- C.C.팀 엔터테인먼트
- 다라 엔터테인먼트
- JUZ 엔터테인먼트
- D&D 프로덕션
- MM 엔터테인먼트
- 라이온 프라이드 엔터테인먼트
- 트렌드 엔터테인먼트
- 무산 엔터테인먼트